# Инкогнито
Инко́гнито (итал. incognito от лат. incognitus — неузнанный, неизвестный) — лицо, обычно официальное, скрывающее (не с преступными целями) своё настоящее имя, живущее, выступающее под вымышленным именем.
Также термин «инкогнито» используется для ситуации, когда некто действует скрытно, тайно, не раскрывая своего имени, или под вымышленным именем (например, приехать инкогнито).
По легенде, некоторые правители совершали прогулки, притворявшись простолюдинами, чтобы узнать о жизни своих подданных (например, султан Ахмед II и халиф Харун ар-Рашид).
Частными случаями использования являются псевдонимы и ники.